# Ludwig Thürmer
Ludwig Thürmer (* 1. März 1931 in Leipzig; † 24. April 2021 in Berlin) war ein deutscher Architekt und Hochschullehrer.

## Leben
Ludwig Thürmer wurde als Sohn eines Kaufmanns und einer Fremdsprachensekretärin in Leipzig geboren, wo er die  Petrischule besuchte. 1950 begann er, Angewandte Kunst in Ost-Berlin zu studieren, nachdem er für die Zulassung ein Jahr in einem Werk für Maschinenbau hatte arbeiten müssen. 1952 ging Thürmer nach West-Berlin und setzte sein Studium an der Hochschule für Bildende Künste (heute „Universität der Künste Berlin“ (UdK)) fort.

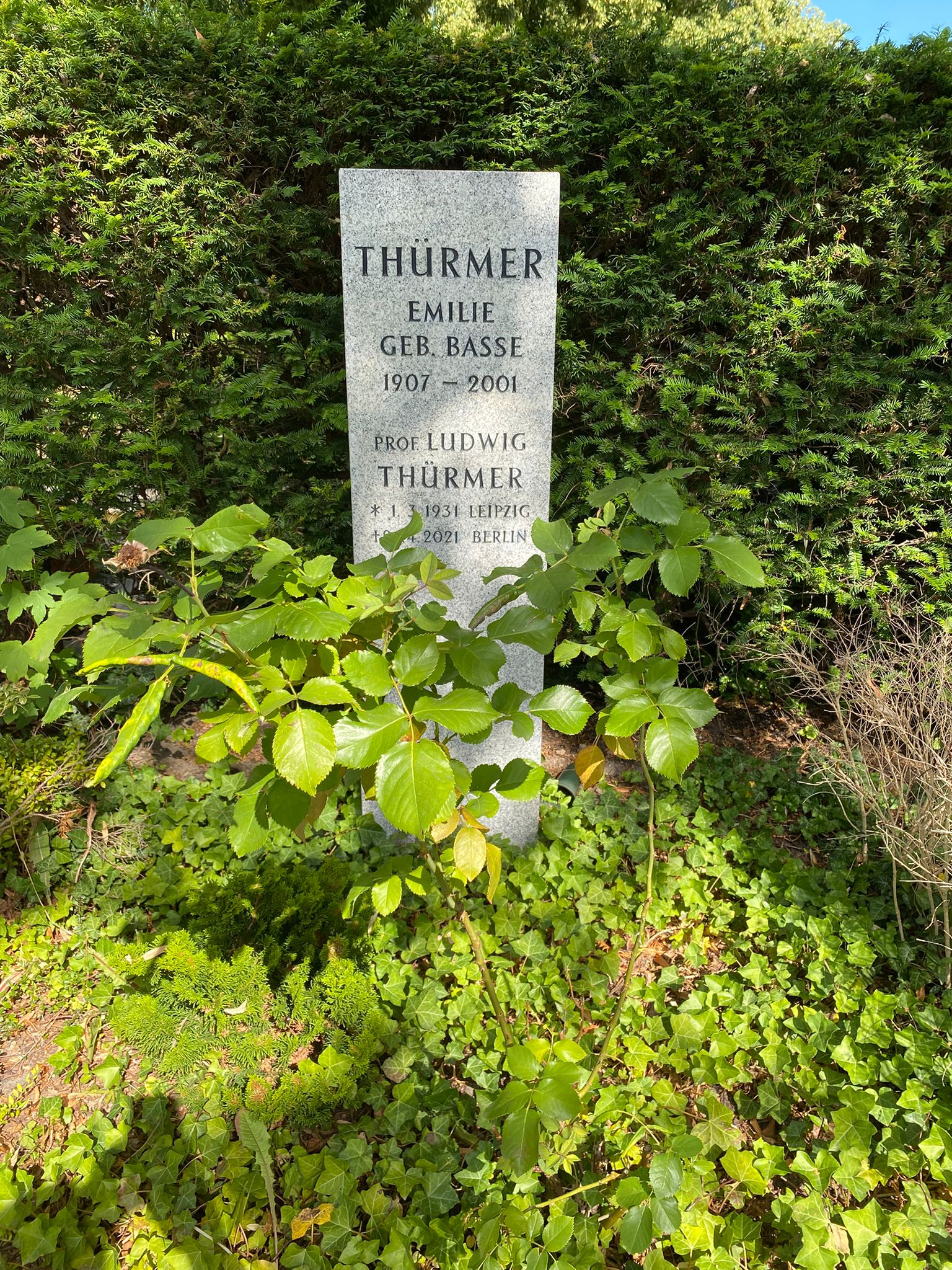
Grabstätte auf dem Friedhof Dahlem

Bereits 1957 hatte Thürmer sich an der Interbau beteiligt. Nach Beendigung des Studiums ging er Anfang der 1960er-Jahre in die USA, wo er im New Yorker Büro von Will Burtin an Projekten für IBM und das Pharmazieunternehmen Upjohn arbeitete. Neben zahlreichen Objekten für Ausstellungen und Messen, entwarf er die Berliner Pavillons auf der Weltausstellung in Seattle 1962 und der New York World's Fair 1964.
1970 folgte Thürmer einem Ruf an die UdK und wirkte dort bis 1996 als Professor für Ausstellungsgestaltung. Von 1977 bis 1982 fungierte er als deren Vizepräsident. 1983 lernte er Heinz Nixdorf kennen und es entstanden erste Ideen zum Aufbau eines Firmenmuseums, die Thürmer gemeinsam mit seinem Partner Gerhard Diel erstellte. Durch Nixdorfs Tod 1986 wurden diese Pläne zunächst auf Eis gelegt, bis in den 1990er-Jahren der Nixdorf-Mitarbeiter Willi Lenz die Idee wieder aufleben ließ, woraus letztendlich das 1996 eröffnete Heinz Nixdorf MuseumsForum entstand. Ein weiteres bekanntes Projekt Thürmers ist das Zeitgeschichtliche Forum Leipzig, an dem er gestalterisch mitwirkte. Gemeinsam mit Dietrich Garski entwarf er das Einkaufszentrum am Brunsbüttler Damm/Magistratenweg in Spandau.
Im Jahr 2000 wurde Ludwig Thürmer mit dem Verdienstkreuz 1. Klasse ausgezeichnet. 2021 verstarb er 90-jährig in Berlin und wurde auf dem dortigen Friedhof Dahlem beigesetzt.
Sein Sohn Tilman (* 1972) arbeitet ebenfalls als Architekt.

## Veröffentlichungen
- 1996: Die Entstehung des Heinz-Nixdorf-MuseumsForum (als Herausgeber), Verlag Coordination-Ausstellungs-GmbH, Berlin, ISBN 978-3-000-01694-3